# Giancarlo Costanzo
Giancarlo Costanzo (Siracusa, 5 novembre 1980) è un ex pallamanista italiano.

## Carriera

### Giocatore

#### Club
Cresciuto nell'Ortigia Siracusa, debutta in Serie A1 nel 1996 all'età di sedici anni, contribuendo alla vittoria della Coppa Italia 1996-97 subentrando perlopiù dalla panchina ma mettendoci del suo. Nel 2000 Costanzo approda alla formazione pugliese del Conversano, sarà l'ultimo talento di casa Ortigia a lasciare la formazione siciliana prima della retrocessione del club in Serie A2 (stagione 2001-2002) ed il successivo fallimento. Di ruolo Ala destra, ha girovagato per molti club blasonati della massima serie. Dopo aver vinto due scudetti ed una coppa Italia con il Conversano (stagioni 2002-2003, 2003-2004) passa nel 2005 al Teramo appena promosso in serie A Élite per rimanervi due stagioni. Nella stagione 2009-2010 torna a Siracusa nelle file dell'Albatro squadra che ha sostituito la gloriosa Ortigia Siracusa dopo il fallimento. Nel 2010 passa allo Junior Fasano squadra pugliese che mira al vertice. Nel 2011 passa al Noci ma questa avventura durerà solo pochi mesi, per poi tornare al Fasano.
Tornato al Fasano, il suo palmares si arricchisce ulteriormente di uno Scudetto ed una Coppa Italia stagione 2014-2015. 
Dal 2015 torna a giocare per il Conversano. Rientra alla Junior Fasano nella stagione 2017-2018, anno del terzo titolo della squadra bianco-azzurra, che in finale si impone in gara tre sul Conversano. Al termine della stagione conclude ufficialmente la sua carriera.

#### Nazionale
Costanzo fa il suo esordio in Nazionale nel 2000. Uno dei titolari inamovibili degli azzurri, rimarrà in pianta stabile fino al 2011 anno in cui ricevette l'ultima convocazione.

## Palmarès

### Giocatore

#### Club
- Campionato italiano di pallamano maschile: 4

Conversano: 2002-03, 2003-04
Junior Fasano: 2013-14, 2017-18
- Coppa Italia (pallamano maschile): 3

Ortigia Siracusa: 1996-97
Conversano: 2002-03
Junior Fasano: 2013-14